# Schoenolaena juncea
Schoenolaena juncea är en flockblommig växtart som beskrevs av Aleksandr Andrejevitj Bunge. Schoenolaena juncea ingår i släktet Schoenolaena och familjen flockblommiga växter. Inga underarter finns listade i Catalogue of Life.